# Jean-Pierre Lesguillon
Pour les articles homonymes, voir Lesguillon.
Pierre-Jean Lesguillon, né à Orléans  le 13 février 1799 (25 pluviôse an 7) et mort à Paris 6e le 22 janvier 1873, est un poète, romancier, auteur dramatique et librettiste français.

## Biographie
Lesguillon a écrit des vaudevilles, des comédies et drames, en prose et en vers, des romans, et un grand nombre de pièces de vers couronnées aux Jeux floraux et dans les concours de toutes les académies départementales.
Il succéda en 1830 à Justin Gensoul à la tête de l’Almanach des Muses qu’il dirigea jusqu’en 1833, année à partir de laquelle il publia le périodique La Lanterne magique, 1836.
Son Épître à M. N.-L. Lemercier lui valut trois mois d’emprisonnement et 300 francs d’amende en 1826 pour « avoir outragé et tourné en dérision la religion de l’état » et « dirigé des attaques contre la dignité royale. »
Il était l’époux de l’écrivaine Hermance Sandrin (Mariage à Saint Nicolas des Champs le 7 juin 1834).
Ils sont inhumés au cimetière du Père-Lachaise (49e division).

## Œuvres
- Albéric, ou la Comédie de quinze ans ;
- Aoust 1572, ou Charles IX à Orléans, drame historique en 4 actes, en vers, Paris, Panthéon, 20 novembre 1832 ;
- À M. Henri de Longuève, conseiller d’État, député du Loiret ;
- À nos amis Achille et Aglaé Comte ;
- Biographie du citoyen Garnier-Pagès, par E. M.... ;
- Charles de Rivière, ode historique ;
- Dieu et le diable ;
- Dinaux ;
- Écho du ciel ;
- Émotions ;
- Épître à M. N.-L. Lemercier ;
- Figaro en prison, comédie en 1 acte, en vers avec L. Monrose... Paris, Français, 9 février 1850 ;
- Hommage à Marceau, prononcé sur le théâtre de Chartres, le 27 avril 1845 ;
- Hommage funèbre à Casimir Delavigne, discours en vers prononcé par M. Godat sur le second Théâtre français, le 20 décembre 1843 ;
- Introduction ;
- Couronnes académiques ;
- Jacque et Jean, souvenir de Crimée, poème couronné par l’Académie impériale de Metz dans sa séance solennelle du 10 mai 1857 ;
- La Cachette, trilogie, avec prologue et épilogue ;
- La Camaraderie dans les lettres et les arts, Mémoire couronné par l’Académie des sciences, belles-lettres et arts de Rouen, dans sa séance annuelle ;
- La Colonne et le Monument, ode historique lue à la Société des bonnes-lettres pour l’anniversaire du 21 janvier ;
- La Cour des miracles, chronique de 1450, vaudeville en 2 actes, tiré de Notre-Dame de Paris, avec Théaulon et Chazet, Paris, Porte Saint-Antoine, 31 décembre 1836 ;
- La Femme auteur ;
- La Lanterne magique 1re-4e année ;
- Le Cachemire, comédie en 1 acte et en vers, avec Édouard-J. Ader, Paris, Odéon, 16 décembre 1826 ;
- Le Colon de Mettray, poème mentionné à l’Académie française, précédé d’un bouquet à Chloris ;
- Le Conteur ;
- Le Dernier Figaro, ou Cinq journées d’un siècle, comédie en prose et en 5 époques, Paris, Odéon, 8 février 1848 ;
- Le Fils naturel, ou l’Insulte, drame en 3 actes, avec Leroi, Paris, Gaieté, 11 août 1833 ;
- Le Général Marceau, drame historique en 3 actes, mêlé de chants, avec F. Labrousse, Paris, Porte Saint-Antoine ;
- Le Jeton de Frascati, drame en 3 actes, Paris, Panthéon, 26 novembre 1836 ;
- Le Maestro, ou la Renommée, opéra-comique en 2 actes, paroles de Lesguillon, Versailles, Théâtre, 19 novembre 1850 ;
- Le Télescope, poème couronné par l’Académie des Jeux floraux de Toulouse dans la séance du 3 mai 1852 ;
- Les Amis de César, comédie romaine ;
- Les Deux Lièvres, comédie en 1 acte, en vers, Paris, Odéon, 21 février 1862 ;
- Les Deux Sœurs ;
- Les Devoirs de l’homme de lettres au XIXe siècle, poème ;
- Les Souvenirs, poésies par Eugène Mahon, intro. par M. J. Lesguillon ;
- Marie Touchet, chronique orléanaise ;
- Méphistophélès, drame en 3 actes et en vers, répété au Second-Théâtre français en 1829, arrêté par la censure la veille de la représentation et représenté le 7 avril 1832 ;
- Méphistophélès, ou le Diable et la jeune fille, drame en 3 actes et en vers, Paris, Panthéon, 7 avril 1832 ;
- Monrose ;
- Nanon, Ninon et Maintenon ou Les Trois Boudoirs, comédie-vaudeville en 3 actes, d'Emmanuel Théaulon, Jean-Pierre Lesguillon et Achille d'Artois, Théâtre du Palais Royal, 22 mars 1839 ;
- Épître à M. le lieutenant-colonel Staaf sur la poésie française contemporaine ;
- Rustaut à Paris, ou le Voyage politique ;
- Schildine ;
- Six Heures de février, cantate chantée le 29 février 1848 ;
- Tancrède, opéra en 3 actes, paroles d’Édouard d’Anglemont [et Lesguillon], musique de Rossini, arrangée par Jean-Frédéric-Auguste Lemière de Corvey, Paris, Odéon, 7 septembre 1827 ;
- Théâtre, précédé d’une notice ;
- Tout pour de l’or, drame en 5 actes, dont 1 prologue, avec Dinaux, Paris, Gaieté, 17 juin 1844 ;
- Un caprice de femme, opéra-comique en 1 acte, musique de Paër, Paris, Opéra-comique, 23 juillet 1834 ;
- Un songe dans l’Attique, poème couronné par l’Académie des Sciences, Belles-lettres et Arts de Bordeaux ;
- Washington, drame historique.

## Pour approfondir